# Tour de l'Horloge de Montréal
Pour les articles homonymes, voir Tour de l'Horloge.
Ne doit pas être confondu avec Tour du Port de Montréal.
La tour de l’Horloge est une tour horloge située sur le Quai de l’horloge au Vieux-Port de Montréal (Québec). On l’appelait aussi Sailors’ Memorial Tower. Elle a été classée édifice fédéral du patrimoine en 1996.

## Historique
La tour de l’Horloge est construite en 1921-1922. Dans le cadre de travaux d’agrandissement des installations portuaires, la Commission du havre de Montréal (aujourd'hui le Port de Montréal) décide de construire le long de la jetée Victoria (que l'on appelle aujourd'hui «Quai de l'horloge») un convoyeur à grains et des hangars. On décide également d’ériger une tour afin de commémorer les marins de la marine marchande morts durant la Première Guerre mondiale. La tour est coiffée d’une spectaculaire horloge et d’une lampe guidant les navires. 
La conception du monument est confiée à Paul Leclaire, assistant-ingénieur de la Commission du Havre de Montréal.
L'horloge elle-même a été construite à Croydon, Angleterre par la firme Gillett & Johnston, et son mécanisme est similaire à celui que l'on retrouve à l'horloge du Big Ben à Londres.
Vers la fin des années 1970, les hangars, le convoyeur ainsi que le mur séparant les deux tours sont démolis. En 1984, trois années après la prise en charge de ce secteur portuaire par la Société du Vieux-Port de Montréal, la tour de l’Horloge est restaurée afin de la rendre accessible à tous les visiteurs. On y aménage alors un centre d’interprétation historique le long de son escalier de 192 marches et un observatoire en lieu et place de l’ancienne lampe de phare.

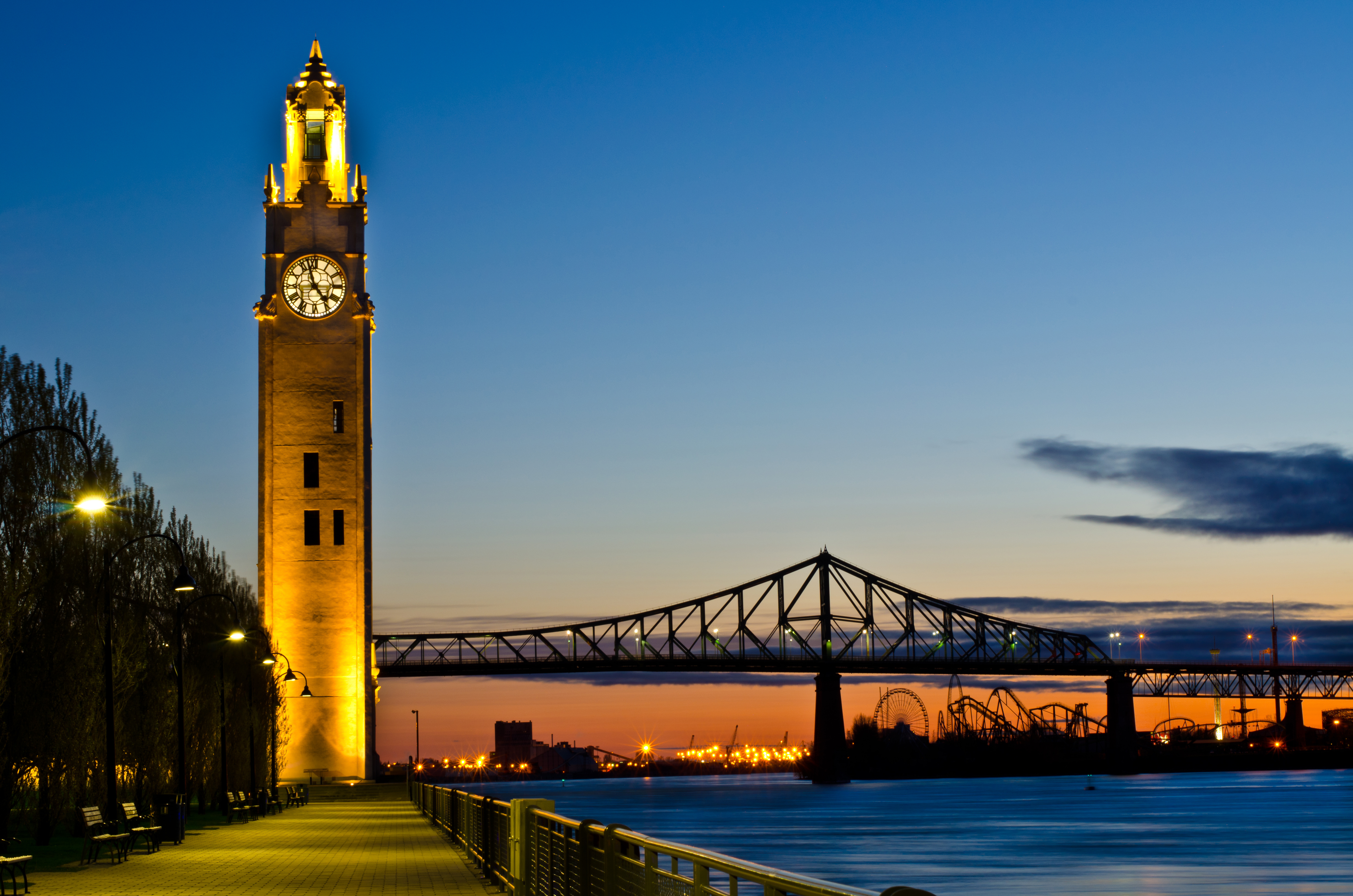
Au crépuscule
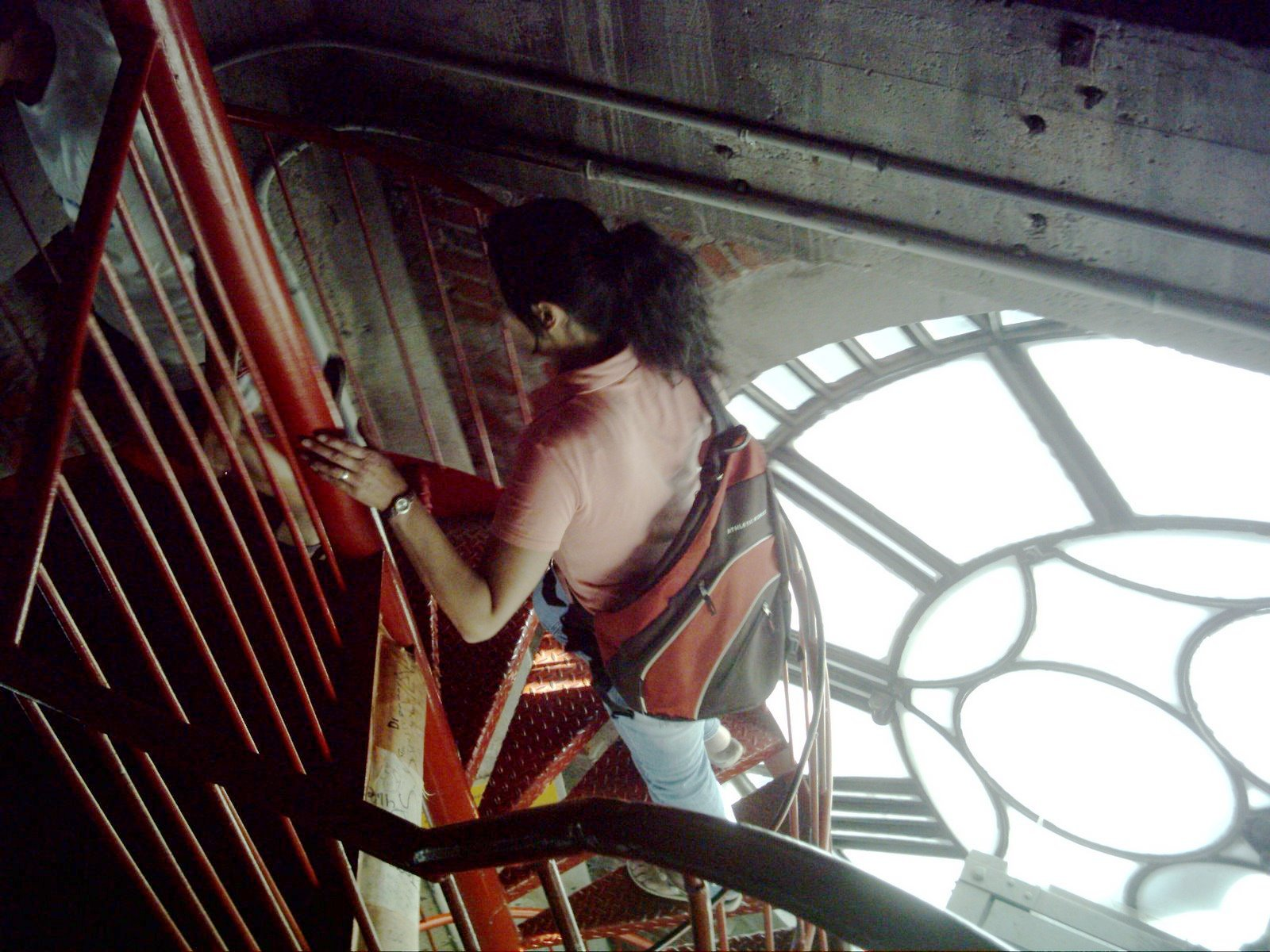
Ascension de la tour
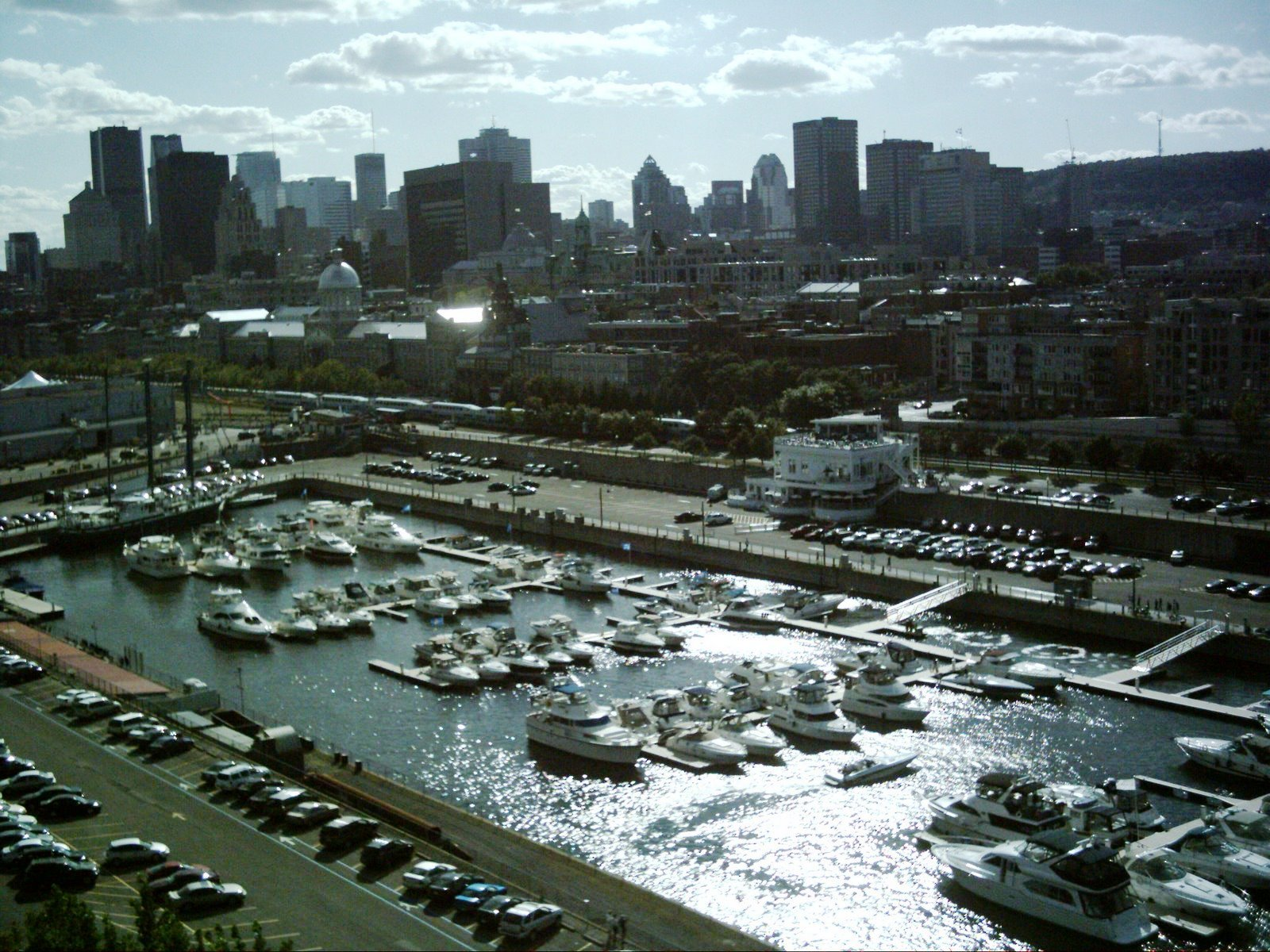
Vue du haut de la tour